# Veliki komet
Véliki komet  je komet, ki je tako svetel, da je viden tudi s prostim očesom. Običajno so kometi te vrste tako svetli in nenavadni, da ga opazijo tudi naključni opazovalci neba brez uporabe daljnogledov.
Uradne definicije za Veliki komet ni. Izraz »Veliki« je nastal v preteklosti za nanavadne pojave kometov. Običajno se izraz uporablja za komete, ki jih opazi tudi slučajni opazovalec neba, ki kometov ne išče. Veliki kometi so zelo redki. Označujemo jih kar z oznako »Veliki komet iz leta ….« (lahko tudi kot »Veliki komet ….«), kjer navedemo še leto v katerem je postal izredno svetel.

## Značilnosti
Večine kometov ne vidimo s prostim očesom. Običajno preletijo notranji del Osončja, ne da bi jih kdorkoli opazil, razen poklicnih astronomov. Včasih pa komet postane tako svetel, da je svetlejši od najsvetlejših zvezd. To se zgodi takrat, ko ima komet zelo aktivno jedro in se približa Soncu ali pa je v bližini Zemlje. Od znanih kometov iz zadnjih let se Komet Hale-Bopp sicer Soncu ni močno približal, imel pa je tudi zelo veliko in aktivno jedro, pa je bil kljub temu zelo dobro viden. Komet Hyakutake je bil tudi zelo svetel, ker se je gibal blizu Zemlje.
Jedra kometov se močno razlikujejo med seboj po velikosti. Ko se približajo Soncu, se velike količine plinov in prahu dvignejo s kometove površine zaradi segrevanja. Največ vplivata na svetlost kometa velikost in aktivnost jedra. Po večkratni vrnitvi kometa v notranji del Osončja se na jedru izčrpa količina hlapljivih snovi in komet ni več tako svetel.
Svetlost poljubnega telesa se manjša z obratno vrednostjo kvadrata oddaljenosti od Sonca. To ne velja za komete. Svetlost se v grobem spreminja kot tretja potenca obratne vrednosti oddaljenosti od Sonca. To pomeni, da je pri dvakrat manjši oddaljenosti svetlost osemkrat večja. Večina kometov ima oddaljenost prisončja zunaj Zemljine tirnice. Vsak komet, ki pa pride na razdaljo 0,5 a.e. od Sonca, ima možnost, da postane Veliki komet.
Da postane komet Veliki komet, se mora gibati tudi blizu Zemlje. Halleyjev komet se je leta 1986 sicer gibal blizu Zemlje, vendar ni vzbujal posebne pozornosti.

## Seznam velikih kometov
V naslednjem pregledu so navedeni znani Veliki kometi:

### Veliki kometi od pradavnine do 12. stoletja
- Veliki komet iz leta 373 pr. n. št.
- Komet Cezar – leta 44 pr. n. št.[1]
- Veliki komet iz leta 178
- Veliki komet iz leta 191
- Veliki komet iz leta 240 (C/240 V1)
- Veliki komet iz leta 390 (C/390 Q1)
- Veliki komet iz leta 400 (C/400 F1)
- Veliki komet iz leta 442 (C/442 V1)
- Veliki komet iz leta 565 (C/565 O1)
- Veliki komet iz leta 568 (C/568 O1)
- Veliki komet iz leta 770 (C/770 K1)
- Veliki komet iz leta 891 (X/891 J1)
- Veliki komet iz leta 838 (X/838 V1)
- Veliki komet iz leta 905

### Veliki kometi 12. stoletja
- Veliki komet iz leta 1106 (X/1106 C1)
- Veliki komet iz leta 1132 (C/1132 T1)

### Veliki kometi 13. stoletja
- Veliki komet iz leta 1132 (C/1240 B1)
- Veliki komet iz leta 1264 (C/1264 N1)

### Veliki kometi 14. stoletja
V tem stoletju niso poročali o kakšnem kometu, ki bi ga lahko uvrstili med Velike komete.

### Veliki kometi 15. stoletja
- Veliki komet iz leta 1402 (C/1402 D1)
- Veliki komet iz leta 1468 (C/1468 S1)
- Veliki komet iz leta 1471 (C/1471 Y1)

### Veliki kometi 16. stoletja
- Veliki komet iz leta 1532 (C/1532 R1)
- Veliki komet iz leta 1533 (C/1533 M1)
- Veliki komet iz leta 1556 (C/1556 D1)
- Veliki komet iz leta 1577 (C/1577 V1)

## Veliki kometi 17. stoletja
- Veliki komet iz leta 1618 (C/1618 W1)
- Veliki komet iz leta 1664 (C/1664 W1)
- Veliki komet iz leta 1665 (C/1665 F1)
- Veliki komet iz leta 1668 (C/1668 E1)
- Veliki komet iz leta 1680 (Kirchov komet ali C/1680 V1)
- Veliki komet iz leta 1686 (C/1686 R1)

### Veliki kometi 18. stoletja
- Veliki komet iz leta 1744 (Komet Klinkenberg ali C/1743 X1)
- Veliki komet iz leta 1760 (C/1760 A1)
- Veliki komet iz leta 1769 (Komet Messier ali C/1769 P1)
- Veliki komet iz leta 1771 (C/1771 A1)
- Veliki komet iz leta 1783 (C/1783 X1)

### Veliki kometi 19. stoletja
- Veliki komet iz leta 1807 (C/1807 R1)
- Veliki komet iz leta 1811 (Komet Flaugergues ali C/1811 F1)
- Veliki komet iz leta 1819 (Komet Tralles ali C/1819 N1)
- Veliki komet iz leta 1823 (C/1823 Y1)
- Veliki komet iz leta 1843 (Veliki dnevni komet ali C/1843 D1)
- Donatijev komet – (C/1858 L1)
- Veliki komet iz leta 1861 (Komet Tebbutt ali C/1861 J1)
- Veliki južni komet iz leta 1865 (C/1865 B1)
- Veliki južni komet iz leta 1880 (C/1880 C1)
- Veliki komet iz leta 1881 (C/1881 K1)
- Veliki komet iz leta 1882 (Veliki septembrski komet ali C/1882 R1)
- Veliki južni komet iz leta 1887 (C/1887 B1)

### Veliki kometi 20. stoletja
- Veliki komet iz leta 1901 (C/1901 G1)
- Veliki komet iz leta 1910 (Komet Johannesburger ali Veliki januarski komet ali C/1910 A1)
- Halleyjev komet – (1P/Halley) v letu 1910
- Komet Skjellerup-Maristany (C/1927 X1) v letu 1927
- Veliki južni komet iz leta 1947 (C/1947 X1)
- Komet Arend-Roland (C/1956 R1) v letu 1957
- Komet Ikeya-Seki  (C/1965 S1) v letu 1965
- Komet Bennett  (C/1969 Y1) v letu 1970
- Komet West (C/1975 V1) v letu 1976
- Komet Hyakutake (C/1996 B2) v letu 1996
- Komet Hale-Bopp (C/1995 O1) v letu 1997

### Veliki kometi 21. stoletja
- Komet McNaught (C/2006 P1) v letu 2007
- Komet Ison (C/2012 S1) v letu 2013

Don Yeomans navaja 82 Velikih kometov od leta 373 pr. n. št. do leta 1996, kar je približno štirje v stoletju.